# Gentianella scarlatinostriata
Gentianella scarlatinostriata là một loài thực vật có hoa trong họ Long đởm. Loài này được (Gilg) Zarucchi mô tả khoa học đầu tiên năm 1993.